# Jon Kortajarena
Carlos Jonatan Kortajarena Redruello, conocido como Jon Kortajarena (Bilbao, 19 de mayo de 1985), es un supermodelo y actor español en activo desde el año 2003. Reconocido internacionalmente, Jon es imagen habitual del diseñador Tom Ford, y ha participado en campañas para Versace o Calvin Klein, entre otras. También dio el salto a la interpretación con la película A single man (2009) y, posteriormente, en la serie de Netflix Alta mar (2019-2020).

## Biografía
Nació el 19 de mayo de 1985 en Bilbao (España) y estudió en el Colegio Arenas Internacional, en Lanzarote. Su madre es Núria Redruello, una profesional de la peluquería que lo tuvo a los 17 años de edad y se separó del padre de Kortajarena cuando él era pequeño. Kortajarena tiene una hermana, Lucía, 14 años más joven y estudiante de diseño gráfico con bellas artes.
Kortajarena ha hecho notorias campañas de publicidad para marcas como Roberto Cavalli, Calvin Klein, Versace, Jean Paul Gaultier, Giorgio Armani, Karl Lagerfeld, Zara, Bvlgari, Chanel, Guess, Hugo Boss, Dolce & Gabbana, Etro, Diesel, H&M, Lacoste, o Pepe Jeans. Son conocidas sus numerosas colaboraciones con el diseñador americano Tom Ford, convirtiéndose en su muso por nueve temporadas consecutivas.
"Vete, y cuando te des cuenta de que esto es una equivocación, aquí tienes de red a tu familia” fueron las palabras que le prodigó su abuelo cuando se marchó de casa para iniciar una carrera en la moda.
En la página web MODELS.com Jon llegó a alcanzar el puesto número 6 en los Top 50 modelos masculinos. En junio de 2009, Forbes lo clasificó en el N.º 8 entre los Top 10 modelos masculinos con más éxito del mundo. El 15 de diciembre de 2014, fue galardonado Hijo Ilustre de Bilbao en una gala celebrada en el consistorio de la villa y, ese mismo año, la edición norteamericana de Vogue le nombra el cuarto modelo masculino más importante de todos los tiempos.
En 2014 mantuvo una relación amorosa con el actor británico Luke Evans; relación que duraría hasta 2016.

## Carrera como modelo
Kortajarena fue descubierto en septiembre de 2003 cuando un amigo le pidió que asistiera a un show en Barcelona. Allí conoció al que hoy sigue siendo su representante y el mismo que le convenció para que probase en el mundo de la moda. Jon tuvo su primera experiencia profesional como modelo desfilando en la pasarela Cibeles de Madrid, y desde ese momento empezó a labrar una de las carreras más sólidas en la moda masculina. Desde Bilbao, donde se mudó tras terminar sus clases en Lanzarote, comenzó a recorrer el mundo hasta que llegó a Nueva York, en donde decidió quedarse por una temporada. 
En las pasarelas de Milán y París debutó en la temporada de otoño de 2004 de la mano de Emporio Armani y John Galliano. Aquel mismo año se convirtió en el rostro de la campaña de Roberto Cavalli Just Cavalli (con Ellen Von Unwerth como fotógrafa) y en la de Versace (fotografiado por Steven Meisel). Como modelo de pasarela ha desfilado para prestigiosos diseñadores, como por ejemplo Gianfranco Ferré, Dolce & Gabbana, Salvatore Ferragamo, Giorgio Armani, John Galliano, Chanel, Jean Paul Gaultier y Missoni. Su trayectoria, por lo tanto, le ha llevado a convertirse en un imprescindible para los diseñadores más célebres del mundo, tanto en eventos de pasarela como de publicidad. 
Su primer anuncio televisivo fue para la bebida sin azúcar Fanta Z Mediterráneo, un anuncio que generó algunas polémicas en Gran Bretaña y fue restringido a emisiones posteriores al horario de las 9 p. m.. También realizó otros trabajos audiovisuales para Guess con Irina Shayk, para David Yurman con Kate Moss o para Carolina Herrera con Gisele Bundchen.
Fue Terry Richardson quien fotografió a Kortajarena para Tom Ford, empezando así una estrecha relación profesional con el diseñador. Tras nueve temporadas trabajando juntos en innumerables proyectos, Jon Kortajarena se convirtió en el fetiche del diseñador.
Fue imagen de la firma francesa Lacoste durante la temporada primavera/verano 2011. Las imágenes de esta campaña fueron tomadas por los fotógrafos Mert&Marcus. Poco después, Jon firma un contrato de joyería para David Yurman, en donde vuelve a trabajar con Kate Moss, siendo fotografiados por Peter Lindbergh. En 2012 aparece en el polémico video musical de Madonna, Girl Gone Wild, y en la nueva campaña de Zara. En 2015 volvió a trabajar con Madonna, esta vez para su vídeo musical Bitch I'm Madonna. En 2016 participa en un nuevo video musical, M.I.L.F. $ de Fergie junto con Kim Kardashian, Ciara y Alessandra Ambrosio entre otros.
Kortajarena se vanagloria de haber protagonizado multitud de portadas en revistas impresas, distintas ediciones para países muy variados. Ha realizado portadas para Vanity Fair (España e Italia), GQ (España, Portugal, México, Turquía, Rusia), Elle (Rusia, México), The Daily (Estados Unidos), Esquire (Turquía, México, China, República Checa), Icon (España e Italia), Behind the blinds (Bélgica), Numéro (Rusia), Man (Reino Unido), L'Officiel Hommes (Italia, Francia, Korea, Kazakhstan, Turquía, Ucrania, Australia, Suiza, Tailandia), Vogue (México, España, Polonia, Turquía), Avant Garde Magazine (Italia), AugustMan (Singapur), Código Único (España), The Row (Canadá), Glass Magazine (Inglaterra), Marie Claire (México, España), DTK MEN (Canadá), Prestige (Asia), Sunday Telegraph (Reino Unido), The Look (Alemania), Revolution Magazine (Singapur), Lampoon (Italia), Monsieur Magazine (Alemania), Harper's Bazaar España, Glamour (España), S Moda -El País- (España), Fucking Young (España) o Dry, por nombrar algunas.

## Carrera como actor

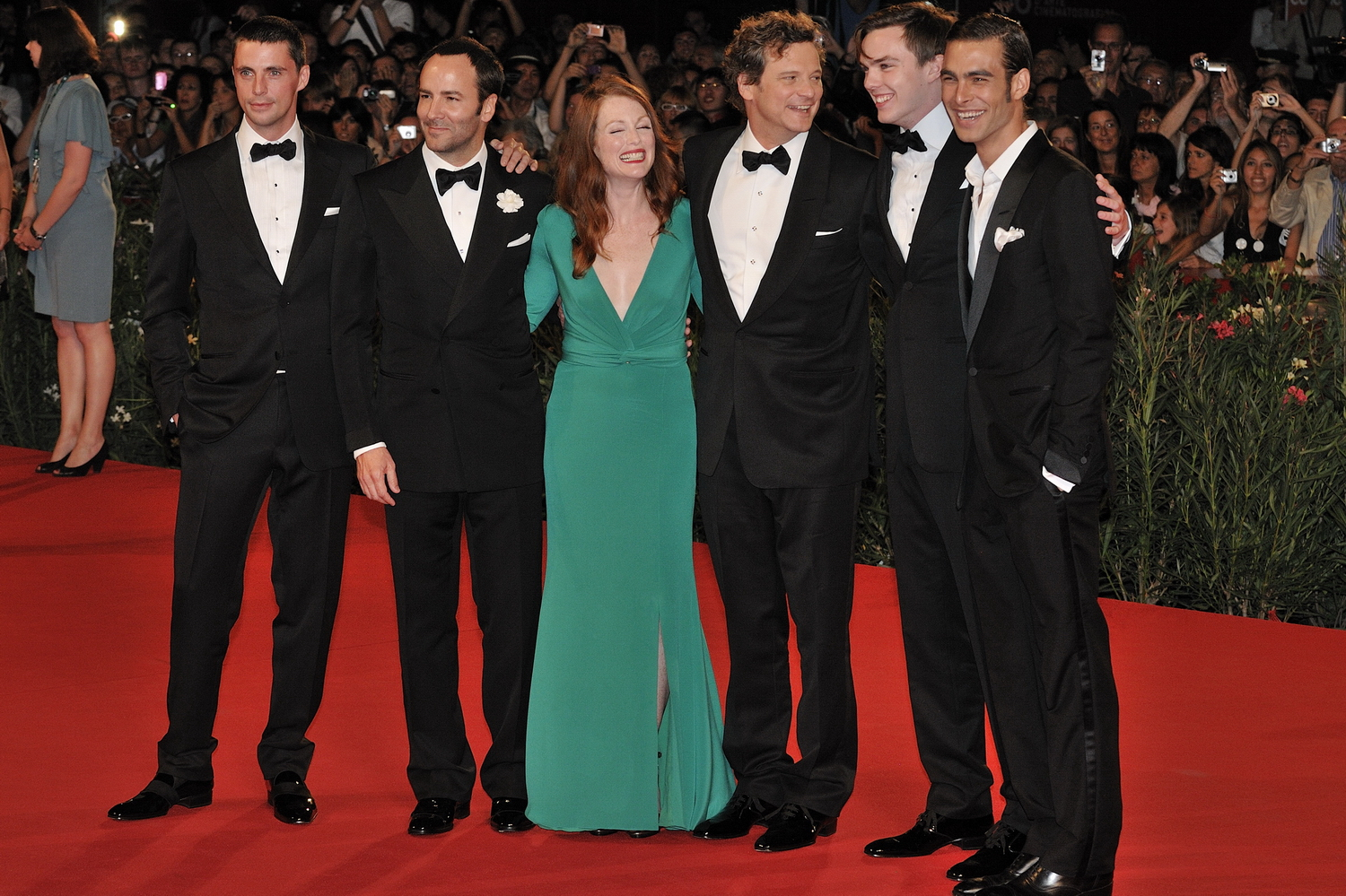
Jon Kortajarena (der.) en el 66.º Festival de Cine de Venecia, junto a Matthew Goode, Tom Ford, Julianne Moore, Colin Firth y Nicholas Hoult.

En 2009 debutó como actor en la película de Tom Ford A single man, donde compartió metraje con Colin Firth y Julianne Moore. En 2015 se da a conocer su participación en la película inglesa Andròn: The black labyrinth, donde interpretó a Luc y un año más tarde tuvo un papel en la película española Acantilado, dirigida por Helena Taberna. En 2017 fue uno de los protagonistas del largometraje de Eduardo Casanova Pieles, donde interpretó a Guille, un joven desfigurado y lleno de complejos.
Su debut en la pequeña pantalla se dio en el año 2017, de la mano de la producción de ABC Quantico, donde interpretó a Félix Cordova. En la televisión nacional, tuvo un papel protagonista dando vida a Marcos Eguía en la serie La verdad en 2018, de la cadena Telecinco. Ese mismo año estrenó la película Los papeles de Aspern, con el papel de Jeffrey Aspern.
En septiembre de 2018 se confirmó que sería uno de los protagonistas de Alta mar, una serie de Bambú Producciones y original de Netflix, donde interpretó a Nicolás Vázquez y actuó junto con Alejandra Onieva, Ivana Baquero y José Sacristán. La serie tuvo su estreno mundial en mayo de 2019 y renovó por dos temporadas más, emitidas en noviembre del mismo año y agosto del siguiente, donde repitió su rol principal. En 2019 también tuvo un papel principal en la película Lo nunca visto, que después de su estreno en salas, se incluyó en el catálogo de Netflix.
En 2020 tuvo una participación en la película original de Netflix Eurovision Song Contest: The Story of Fire Saga, donde compartió pantalla con Will Ferrell y Rachel McAdams. Un año más tarde se anunció su papel principal para la serie El inmortal en Movistar+, donde interpreta a Caballero.

## Actividades filantrópicas
Kortajarena fue uno de los elegidos por Al Gore para actuar como embajador en España y América Latina en una campaña de concienciación sobre el problema del calentamiento global. El proyecto forma parte de la Fundación The Climate Project, dirigida por Al Gore para luchar contra los problemas medioambientales.
En mayo de 2017, Kortajarena viajó como embajador del clima con Greenpeace a los lugares donde más notable es el efecto del cambio climático. Su acción coincidió con una nueva petición de la ONG, que reclama a España que acometa un giro en su planificación energética para poder cumplir el Acuerdo de París (2015) sobre el clima y que, entre otras cosas, deje de subvencionar las energías fósiles.

## Filmografía

### Cine
| Año  | Título                                          | Personaje       | Director/a           |
| ---- | ----------------------------------------------- | --------------- | -------------------- |
| 2009 | Un hombre soltero                               | Carlos          | Tom Ford             |
| 2015 | Andròn: The black labyrinth                     | Luc             | Francesco Cinquemani |
| 2015 | Ma ma                                           | Hombre          | Julio Medem          |
| 2016 | Acantilado                                      | Julián          | Helena Taberna       |
| 2017 | Pieles                                          | Guille          | Eduardo Casanova     |
| 2018 | The Aspern Papers                               | Jeffrey Aspern  | Julien Landais       |
| 2019 | Lo nunca visto                                  | Guiri           | Marina Seresesky     |
| 2020 | Eurovision Song Contest: The Story of Fire Saga | Corin Vladvitch | David Dobkin         |
| 2023 | Heart of Stone                                  | El rubio        | Tom Harper           |

### Televisión
| Año         | Título              | Canal       | Personaje       | Notas        |
| ----------- | ------------------- | ----------- | --------------- | ------------ |
| 2017        | Quantico            | ABC         | Félix Cordova   | 5 episodios  |
| 2018        | La verdad           | Telecinco   | Marcos Eguía    | 16 episodios |
| 2019 - 2020 | Alta mar            | Netflix     | Nicolás Vázquez | 22 episodios |
| 2020        | Tales from the Loop | Prime Video | Alex            | 1 episodio   |
| 2022        | El inmortal         | Movistar+   | Caballero       | 8 episodios  |
| 2025        | Machos alfa         | Netflix     | Tomás           | ¿? episodios |

### Música
| Año  | Título              | Artista      | Rol                 |
| ---- | ------------------- | ------------ | ------------------- |
| 2012 | «Girl Gone Wild»    | Madonna      | Modelo              |
| 2015 | «Bitch I'm Madonna» | Madonna      | Él mismo            |
| 2016 | «M.I.L.F. $»        | Fergie       | Repartidor de leche |
| 2016 | «Wolves»            | Kanye West   | Modelo              |
| 2022 | «Estás buenísimo»   | Nathy Peluso | Modelo              |